# Élections européennes de 1999 en Finlande
Les élections européennes se déroulèrent le dimanche 13 juin 1999 en Finlande pour désigner les 16 députés européens au Parlement européen, pour la législature 1999-2004. Ces élections furent les premières organisées en Finlande en même temps que dans les autres États-membres.

## Mode de scrutin
La Finlande utilise lors des élections européens un système de représentation proportionnelle avec vote préférentiel (nommé "voix locomotives" en finnois) à l'échelle du pays. 
Les partis présentent de listes ouvertes, ce qui signifie que les électeurs peuvent panacher, en votant pour des candidats de différentes listes. 
Lors du dépouillement, les suffrages reçus par chaque candidat sont comptés premièrement pour le parti et deuxièmement pour les candidats. 
La distribution des sièges est effectuée selon la méthode d'Hondt et les candidats sont sélectionnés sur la base de leur rang de popularité (suffrages reçus individuellement) à l'intérieur des listes participant à la distribution des sièges.

## Campagne

### Positionnement vis-à-vis de l'Europe
L'ensemble des principaux partis finlandais présents lors de ces élections était favorables au projet européen, bien que des différences importantes demeuraient entre eux. Le Parti de la coalition nationale, pour qui le projet européen représentait une opportunité d'assurer la position économique du pays dans le monde, défendait un statu quo institutionnel. A contrario, le Parti du centre, partisan d'une Europe intergouvernementale, entendait défendre la neutralité du pays et le poids de ses régions. L'Alliance de gauche, le Parti social-démocrate et le Parti populaire suédois mettaient quant à eux un point d'honneur à la construction d'une politique commune de sécurité. Enfin, la Ligue verte défendait une politique supranationale en matière d'environnement, passant par l'abandon du nucléaire sur tout le continent.

### Déroulement de la campagne
La campagne électorale fut marquée par la faible implications des partis politiques, du fait d'une part du mode de scrutin utilisant le vote préférentiel et instituant donc une concurrence entre candidats d'une même liste, et d'autre du fait du désintérêt des partis pour le Parlement européen, au sein duquel ils jugeaient l'influence finlandaise trop faible, d'autant plus que le pays s’apprêtait à occuper la présidence de l'Union européenne en juillet 1999. Cela eut pour effet d'accorder une place très importante aux médias et candidats dans la campagne, ceux-ci mettant dès lors davantage en avant leurs rapports personnels à l'Europe et à la nation finlandaise, au détriment des positions idéologiques des organisations politiques.

## Résultats

### Répartition
| Parti | Parti                                    | Voix      | Voix  | Voix  | Siège | Siège | Groupe    |
| Parti | Parti                                    | Nb        | %     | +/-   | Nb    | +/-   | Groupe    |
| ----- | ---------------------------------------- | --------- | ----- | ----- | ----- | ----- | --------- |
|       | Parti de la coalition nationale (Kok)    | 313 960   | 25,27 | +5,1  | 4     | =     | PPE-DE    |
|       | Parti du centre (Kesk)                   | 264 640   | 21,30 | +2    | 4     | =     | ELDR      |
|       | Parti social-démocrate de Finlande (SDP) | 221 836   | 17,86 | −3,6  | 3     | -1    | PSE       |
|       | Ligue verte (Vihr)                       | 166 786   | 13,43 | +5,8  | 2     | +1    | Verts/ALE |
|       | Alliance de gauche (Vas)                 | 112 757   | 9,08  | −1,4  | 1     | -1    | GUE/NGL   |
|       | Parti populaire suédois (RKP)            | 84 153    | 6,77  | +1,0  | 1     | =     | ELDR      |
|       | Ligue chrétienne (SKL)                   | 29 637    | 2,39  | −0,4  | 1     | +1    | PPE-DE    |
|       | Parti écologiste (KIPU)                  | 292 515   | 2,35  | N/A   | 0     | N/A   |           |
|       | Vrais Finlandais (PS)                    | 9 854     | 0,79  | +0,1  | 0     | =     |           |
|       | Parti communiste de Finlande (SKL)       | 7 556     | 0,61  | N/A   | 0     | N/A   |           |
|       | Retraités pour les gens                  | 1 909     | 0,15  | =     | 0     | =     |           |
| Total | Total                                    | 1 242 303 | 100 % | 100 % | 16    | 16    |           |

### Dix candidats ayant reçu le plus de votes préférentiels
- Heidi Hautala (Vihr) : 115 502 (9,3%)
- Marjo Matikainen-Kallström (Kok) : 107 444 (8,6%)
- Astrid Thors (RKP) : 81 092 (6,5%)
- Reino Paasilinna (SDP) : 64 204
- Paavo Väyrynen (Kesk) : 64 009
- Esko Seppänen (Vas) : 59 954
- Ari Vatanen (Kok) : 58 836
- Kyösti Virrankoski (Kesk) : 50 075
- Riitta Myller (SDP) : 47 939
- Ilkka Suominen (Kok) : 38 364

### Analyse
Ces élections furent marquées par une importante chute de la participation par rapport aux précédentes élections, celle-ci passant de 57,6% à 30,1%. En plus de la faible implication des partis politiques, il est à noter que ces élections eurent lieu trois mois seulement après les Élections législatives de 1999, elles aussi marquées par une participation historiquement faible.
De plus, ces élections confirmèrent le lent recul des sociaux-démocrates, qui perdirent un siège, et la remontée des conservateurs et des centristes, bien que leur nombre de sièges reste inchangé. De plus, la Ligue verte obtint un second siège, au détriment de l'Alliance de gauche qui en perdit un. Enfin, la Ligue chrétienne obtint son premier siège de député européen.
Alors qu'à ces élections candidatèrent de nombreux candidats externes au champ politique, tels que l'ancien pilote de rallye Ari Vatanen, la journaliste de télévision Eija-Riitta Korhola ou encore le militant écologiste et ancien directeur de Greenpeace Matti Wuori, ceux ayant récoltés le plus de voix sont des députés européens sortants, qui plus est europhiles.